# Zielonogórsko-Żarski Okręg Przemysłowy

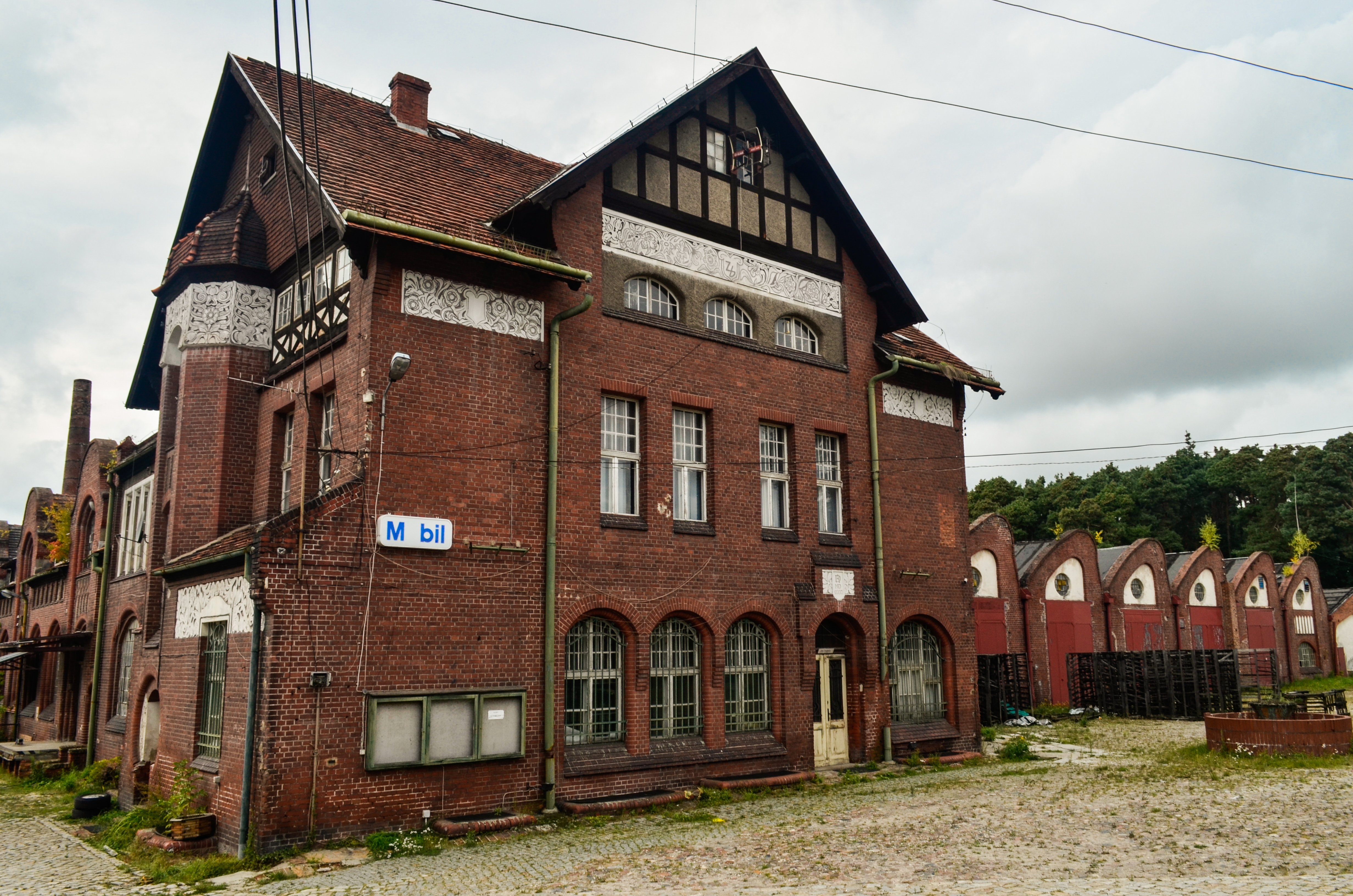
Zabytkowe zabudowania dawnej fabryki włókienniczej Stillera w Żarach, fot. 2013

Zielona Góra – ośrodek przemysłu włókienniczego (głównie wełnianego, tkanin dekoracyjnych – wykładziny podłogowe, tkanin techn.), ponadto przemysł precyzyjny, środków transportu (wagony), spożywczy, meblarski, elektrociepłownia; węzeł drogowy i kolejowy; port lotniczy.
Żagań – przemysł włókienniczy, wyrobów metalowych powszechnego użytku lodówki (zamrażarki), spożywczy, drzewny; węzeł kolejowy.
Żary – przemysł włókienniczy (m.in. dywany), odzieżowy, maszynowy, elektrotechniczny, drzewny, materiałów budowlanych; huta szkła (szyby samochodowe), browar, węzeł kolejowy.
Sulęcin – przemysł włókienniczy, spożywczy, maszynowy, ceramiczny, drzewny; węzeł kolejowy i drogowy.
Nowa Sól – przemysł metalurgiczny, lniarski, maszynowy, spożywczy, wytwórnia nici, rzeczna stocznia remontowa, port rzeczny (Odra), węzeł kolejowy.
Lubsko – zakłady produkcji materiałów: budowlanych, obuwniczych, spożywczych, drzewnych.
Jasień – fabryka maszyn budowlanych, wytwórnia mebli.

## Gospodarka i przemysł w Żarach
Żary są znaczącym ośrodkiem przemysłowym. Położenie w pasie przygranicznym ma duży wpływ na rozwój gospodarczy miasta. Bogate tradycje przemysłowe wraz z korzystnymi warunkami rozwoju, stworzonymi przez władze Żar, sprawiły, że żarskie firmy szybko dostosowały się do nowych warunków ekonomicznych. Coraz większą rolę odgrywa w Żarach przemysł drzewny, elektryczny, metalowy oraz materiałów budowlanych. W wiele żarskich firm zainwestowali obcokrajowcy, korzystając z wykwalifikowanej kadry pracowniczej. Zainwestowany kapitał zagraniczny to do tej pory około 350 mln dolarów. Żary zajmują 26. miejsce wśród najbardziej atrakcyjnych dla inwestorów miast powiatowych w rankingu sporządzonym przez Instytut Badań nad Gospodarką Rynkową. W 2005 r. zajęły 15 miejsce w rankingu gmin miejskich ogłoszonym przez gazetę „Rzeczpospolita”.
Najwięksi inwestorzy zagraniczni w Żarach:
- Kronopol Sp. z o.o. – płyty wiórowe OSB, panele, balaty itp. – kapitał szwajcarski
- Sekurit Saint-Gobain HanGlas Sp. z o.o.- producent szyb samochodowych – kapitał francuski
- Pol-Orsa i APO – Tessile Sp. z o.o. – materiały motoryzacyjne – kapitał włoski
- Probet-Dasag Sp. z o.o. – wyroby terazzo i z kamienia naturalnego – kapitał niemiecki
- MK Systemy Kominowe Sp. z o.o. – kominy z blachy kwasoodpornej – kapitał niemiecki
- Spomasz S.A. – konstrukcje stalowe – maszyny rolnicze – kapitał holenderski
- Magnaplast Sp. z o.o. – rury plastikowe – kapitał niemiecki

Mozaikę firm zagranicznych uzupełniają polskie firmy, takie jak: Relpol S.A. – producent przekaźników – notowany na warszawskiej giełdzie, HART SM – producent szkła hartowanego dla AGD, kabin prysznicowych, firma odzieżowa LUSATIA NOBLE MODE, DEKORA – producent tkanin obiciowych, mebli, okien plastikowych, Poli-Eco – producent listew plastikowych, stolarki plastikowej, aluminiowej i drewnianej, MAGOREX- producent wyrobów ze stali kwasoodpornej i aluminium, oraz wiele innych.
Żary są znaczącym ośrodkiem przemysłowym. Silne tradycje przemysłu tekstylnego sprawiły, że po wojnie miasto zyskało przydomek „Manchesteru zachodniej Polski”. Dzisiaj o obliczu Żar decyduje położenie w pasie przygranicznym. W pobliżu miasta (20–40 km) znajdują się polsko-niemieckie drogowe przejścia graniczne w Olszynie, Łęknicy i Przewozie oraz kolejowe przejście w Forście.
„Kręgosłupem” żarskiej gospodarki są firmy małe i średnie. W 1999 r. w mieście było zarejestrowanych 3,8 tys. podmiotów gospodarczych, w tym ponad 120 spółek z ograniczoną odpowiedzialnością i spółek akcyjnych. Większość to firmy usługowe i handlowe.
Na terenie gminy Żagań najbardziej rozwinięty jest przemysł ceramiczno-budowlany i włókienniczy.
Największe zakłady przemysłowe regionu to (podano w porządku alfabetycznym, uwzględniając lokalizację):
1. GNiAZWRSP – Ferma Tuczu Trzody w Chotkowie,
2. Gozdnickie Zakłady Ceramiki Budowlanej w Gozdnicy,
3. VITROSILICON S.A. w Iłowej,
4. Zakłady Tkanin Technicznych „ESKORD” S.A. w Iłowej,
5. Przedsiębiorstwo Wielobranżowe „INSTEX” Sp. z o.o. w Trzebowie,
6. Huta Szkła w Wymiarkach,
7. Fabryka Wyrobów Dzianych „TEXTIL – DEKOR” Sp. z o.o., w Żaganiu,
8. Fabryka Wyrobów Wełnianych „POLTOPS” Sp. z o.o., w Żaganiu,
9. LUSATIA NOBLE MODE Oddział C w Żaganiu (dawne Zakłady Przemysłu Odzieżowego).
10. Zakład Wielobranżowy – Galwanizernia w Żaganiu,
11. Zakład Przemysłu Wełnianego SUNSET TEXTIL w Żaganiu.

Szprotawa (aglomeracja szprotawska) – przemysł metalurgiczny, maszynowy, spożywczy, zakłady produkcji i przetwórstwa metali,  tworzyw sztucznych. Największe zakłady przemysłowe regionu to (podano w porządku alfabetycznym):
1. BADER Polska Sp. z o.o. – produkcja tapicerek skórzanych do ekskluzywnych marek samochodów,
2. BEWA Sp. z o.o. S.K. – produkcja elementów stosowanych przy budowie systemów kanalizacji sanitarnej i deszczowej
3. Consalnet – produkcja fototapet, obrazów, naklejek i szablonów malarskich,
4. Przedsiębiorstwo Rolno Produkcyjno Handlowe „EKOPOL” Sp. z o.o. w Przecławiu –gorzelnia,
5. Hoszman Schody i drzwi Sp. z o.o. – produkcja schodów, drzwi oraz mebli drewnianych,
6. Lakos Sp. z o.o. – produkcja konstrukcji stalowych, aluminiowych i ze stali nierdzewnej,
7. PPHU Martpol – produkcja kołder i poduszek,
8. M-S PICO Rusztowania sp. z o.o. w Borowinie – produkcja rusztowań budowlanych szybkiego montażu,
9. Nord Systemy Napędowe Sp. z o.o. –  produkcja silników elektrycznych oraz elementów napędowych,
10. Peter Schmidt Okna i drzwi PVC Sp. z o.o. – produkcja okien i drzwi PCV,
11. POLMETAL S.A. w Małomicach –fabryka Wyrobów Blaszanych,
12. Wiązar System Sp. z o.o. – produkcja wiązarów dachowych oraz prefabrykowanych konstrukcji kratowych z litego drewna łączonego płytkami kolczastymi w systemie MiTek,
13. Valuepack – producent opakowań.

Zielona Góra – elektrociepłownia stanowi centralne źródło ciepła dla Zielonej Góry w zakresie pokrycia potrzeb na ogrzewanie i ciepłą wodę użytkową oraz jest źródłem energii elektrycznej.
Energia elektryczna i ciepło są wytwarzane sprzedawane są bezpośrednio dystrybutorom energii. Energia elektryczna wytwarzana w pełnym skojarzeniu z produkcją ciepła z bloku węglowego sprzedawana jest do Enea S.A. w Poznaniu, a energia elektryczna produkowana w bloku gazowo – parowym (BGP) sprzedawana jest Polskim Sieciom Elektroenergetycznym S.A. w ramach kontraktu długoterminowego (KDT).
Ciepło produkowane w bloku węglowym i gazowo-parowym sprzedawane jest Dalkii Zielona Góra Sp. z o.o.